# Old School – Wir lassen absolut nichts anbrennen
Old School – Wir lassen absolut nichts anbrennen (Originaltitel: Old School) ist eine von DreamWorks im Jahre 2003 herausgebrachte Filmkomödie, die als Ursprung für die Bezeichnung Frat-Pack-Film gilt. Im Mittelpunkt stehen drei Mittdreißiger in der Midlife Crisis, die ihre Collegezeit wiederaufleben lassen wollen, indem sie eine Fraternity (dt. Studentenverbindung) gründen. Der Film mit Luke Wilson (Mitch), Vince Vaughn (Bernard) und Will Ferrell (Frank) wurde unter der Regie von Todd Phillips gedreht und von Phillips und Scot Armstrong geschrieben.

## Handlung
Mitch ist ein typischer Durchschnittsamerikaner. Als Immobilienanwalt muss er sich keine Sorgen um seine Finanzen machen und kann sich ein Haus leisten. Eines Tages kommt er verfrüht von einer Geschäftsreise zurück und ist geschockt, dass seine Freundin Orgien im gemeinsamen Bett veranstaltet. Heidis Geständnis, dass sie ihn zwar liebe, er sie sexuell aber nicht völlig befriedige, erschüttert ihn so sehr, dass er die Koffer packt und ein völlig neues Leben beginnen möchte. So mietet er ein Haus auf dem Unicampus, das später Verbindungshaus der Fraternity wird.
Sein Freund Frank heiratet, aber es gibt sofort Spannungen zwischen den Frischvermählten. Frank tut sein Bestes, ein guter Ehemann zu sein, aber er ist unfähig, sich dem Eheleben anzupassen. Aus diesem Grund hält die Ehe nur einige Tage. 
Mitch trifft auf Franks Hochzeit seine alte Jugendliebe Nicole wieder. Er macht aber keinen guten Eindruck auf sie, da er aus Kummer schon betrunken ist und ihr aus Versehen Kaffee übers Kleid schüttet. Mitchs anderer bester Freund Bernard schmeißt eine Party für Mitch, damit er seine Exfreundin schneller vergisst. Der Rapper Snoop Dogg tritt bei dieser Riesenparty, genannt Mitch-a-palooza, auf. Diese Party ist ein großer Erfolg und befördert Mitch und seine Freunde an die Spitze der angesagten Campusszene. Die drei Freunde versuchen, durch exzessive Partys die beste Zeit ihres Lebens noch einmal zu genießen. Im Verlauf der Party hat Frank sich derartig betrunken, dass er nackt durch die Stadt läuft. Seine Ehefrau wirft ihn daraufhin aus dem gemeinsamen Haus und er zieht zu Mitch.
Unglücklicherweise taucht am nächsten Morgen Dekan Gordon Pritchard in Mitchs Haus auf und erklärt, dass es als auf dem Campus liegendes Haus dem Gemeinwohl dienen muss. Dies müssen Mitch, Frank und Bernard einhalten, um Mitchs Haus halten zu können. Aus diesem Grund kommt Bernard die Idee, die Verbindung Lambda Epsilon Omega zu gründen, die für jeden zugänglich ist. Der Dekan ist ein alter Bekannter des Trios. Er wurde in der Schule stets Opfer ihrer Streiche und macht es sich nun zum Ziel, die Verbindung zu zerstören. Obwohl es Mitch zuerst widerstrebt, sein Haus für die Zwecke einer Verbindung zu opfern, stimmt er schließlich zu. Sie haben von Anfang an Erfolg und Mitch wird nur noch „der Pate“ genannt. Er bemüht sich, sein Arbeitsleben und die Arbeit für die Verbindung zu trennen, wird aber sogar bei der Arbeit von unzähligen Leuten darauf angesprochen, ob sie Mitglied werden könnten.
Der Tod eines Mitgliedes macht ihnen zu schaffen, doch ihr Hauptgegner ist immer noch der Dekan. Die Verbindung wird von Pritchard gesprengt, da er der Gruppe Verletzung der politischen Leitlinien der Universität vorwirft. Er veranlasst außerdem, dass alle Mitglieder der nicht geduldeten Verbindung, die zur Uni gehen, von dieser ausgeschlossen werden. Mitch findet heraus, dass die Gruppe das Recht hat, dieses Gesetz durch die erfolgreiche Durchführung eines allumfassenden Tests zu umgehen. Dieser beinhaltet einen schriftlichen Teil sowie Sport, Schulgeist und Debattieren. Die Männer bestehen alle Aufgaben erfolgreich, doch das verstorbene Mitglied Joseph Blue Pulasky steht noch immer auf ihrer Liste und hat in jeder Disziplin Null Punkte bekommen, was den Durchschnitt nach unten zieht. Dekan Pritchard zeigt sich darüber sehr erfreut und erklärt, dass die Entscheidung der Universität nun endgültig sei.
Frank und Mitch bekommen ein Tonband zugespielt, das den Dekan der Bestechung der Studentenratspräsidentin überführt und dessen Glaubwürdigkeit zerstört. Für die Universität ist es nun schwer, ihre Entscheidung zu halten, und die Verbindung wird wieder erlaubt. Außerdem wird Mitchs Haus als Hauptsitz durch das Haus des Dekans ersetzt. Trotz des Rückzugs von Bernard und Mitch aus der Verbindung, geht Frank weiter seinen Verpflichtungen als Chef der Organisation nach.

## Schauplätze
Der Film spielt in und um Los Angeles. Die meiste Zeit spielt der Film in einer fiktiven Universität, genannt Harrison University. Als Universitätsschauplätze wurde unter anderem die UCLA verwendet.

## Kritiken
- Filmstarts.de schrieb, der Film habe zu viele Gags, die schon in vergleichbarer Form da gewesen seien. Ein weiterer negativer Punkt sei die allzu offensichtliche Schlusswendung. Es sei von Beginn an klar, dass sich Mitch und Nicole am Ende bekommen.[4]
- Filmspiegel.de lobte das tragfähige Trio sympathischer Hauptdarsteller – Luke Wilson, Will Ferrell und Vince Vaughn – sowie, dass der Regisseur Phillips einen redundant „erwachsenen“ Handlungsstrang um das Techtelmechtel zwischen Mitch und einer seit High-School-Tagen Angebeteten einwebe. In einem Satz wird der Film als „Derbe Konfektionsklamotte mit einigen frischen Einfällen“ bezeichnet.[5]

## Auszeichnungen
- 2003 Artios Award: nominiert für die beste Besetzung eines Spielfilms
- 2003 MTV Movie Award: nominiert für die beste Komödie und die beste Besetzung
- 2004 Taurus Award: nominiert für den besten Stunt